# Aquaman
Aquaman este un supererou care apare în benzile desenate americane publicate de DC Comics. Creat de Paul Norris și Mort Weisinger, personajul a debutat în More Fun Comics #73 (noiembrie 1941). Inițial o apariție secundară în titlurile antologice ale DC, Aquaman a fost ulterior protagonistul mai multor serii de benzi desenate solo. În timpul perioadei de renaștere a supereroilor de la sfârșitul anilor 1950 și 1960, a fost membru fondator al Ligii Dreptății. În Epoca Modernă din anii 1990, scriitorii au interpretat personajul lui Aquaman cu mai multă seriozitate, cu povești care descriau importanța rolului său de rege al Atlantidei.
Aparițiile personajului în desenele animate ale anilor 1960 au lăsat o impresie de durată, făcând ca Aquaman să fie recunoscut pe scară largă în cultura populară. Glumele despre reprezentarea sa simplă și debilă din serialul Super Friends au fost elemente de bază ale programelor de comedie și ale rutinelor de stand-up, ceea ce a determinat DC să remodeleze eroul în cărțile de benzi desenate.
Aquaman a fost prezentat în mai multe adaptări, apărând pentru prima dată sub forma sa animată în 1967, în The Superman/Aquaman Hour of Adventure, și apoi în programul aferent Super Friends. De atunci, a fost prezent în diverse producții animate, inclusiv în roluri importante din serialele Justice League și Justice League Unlimited din anii 2000, și Batman: The Brave and the Bold, precum și în mai multe filme originale animate din DC Universe. Actorul Alan Ritchson a interpretat personajul în serialul de televiziune Smallville. În Universul Extins DC, actorul Jason Momoa interpretează personajul în filmele Batman v Superman: Zorii dreptății, Liga Dreptății, Aquaman, în serialul HBO Max Peacemaker, The Flash, și în Aquaman și Regatul pierdut.
Aquaman a fost catalogat drept al 147-lea cel mai mare personaj de benzi desenate din toate timpurile de către revista Wizard. IGN l-a clasat, de asemenea, pe locul 53 în topul celor mai mari eroi, opinând că „deși va fi mereu ținta glumelor datorită puterilor sale de pește, cititorii de benzi desenate au ajuns să-l aprecieze pe Aquaman ca pe o figură nobilă (și foarte puternică), care este mereu împărțită între lumea terestră și cea marină”. Într-un sondaj al cititorilor din 2011, revista Parade l-a clasat pe Aquaman printre primii 10 supereroi din toate timpurile.

## Caracterizare
Fiu al unui paznic de far și al reginei Atlantidei, Aquaman este pseudonimul lui Arthur Curry, care poartă și numele atlantean Orin. Printre cei care au folosit titlul de Aquaman se numără un succesor uman de scurtă durată, Joseph Curry; protejatul său, Jackson Hyde; și misteriosul Adam Waterman, care a fost activ pentru scurt timp în timpul celui de-al Doilea Război Mondial. Cărțile de benzi desenate ale lui Aquaman sunt pline de personaje subacvatice colorate, și de o distribuție secundară bogată, încapsulând figuri ca mentorul său, Vulko, puternica sa soție, Mera, și diverși acoliți, precum Aqualad, Aquagirl și Dolphin. Poveștile lui Aquaman tind să îmbine literatura fantastică cu cea științifico-fantastică. Printre inamicii săi se numără, printre alții, răufăcătorul arhicunoscut Black Manta, și propriul său frate vitreg, Ocean Master.

### Abilități
Personajul are o serie de alte puteri supraomenești, cele mai multe dintre acestea derivând din faptul că este adaptat să trăiască în cele mai dure medii subacvatice. El are capacitatea de a respira sub apă, și posedă un fizic supraomenesc, suficient de puternic pentru a rezista atacurilor adversarilor și focurilor de mitralieră. Aquaman dispune de o forță supraatlantică (un atlant normal poate ridica/presa aproximativ două tone). Deși nu este la egalitate cu Superman sau Wonder Woman, el s-a dovedit capabil de salturi de până la șase mile. Poate înota la viteze extrem de mari, fiind capabil să atingă 3.000 de metri pe secundă. Poate vedea în întuneric aproape total, și are un auz sporit, dat fiind sonarul său caracteristic.

## Publicații

### Epoca de Aur
Aquaman a debutat în 1941, în revista More Fun Comics #73, în care a apărut până la numărul 107, atunci când toate poveștile cu supereroi au fost înlocuite de articole umoristice. În 1946, Aquaman a fost transferat la Adventure Comics, odată cu numărul 103, împreună cu alți supereroi ca Superboy și Săgeata Verde. Aquaman va continua să apară în Adventure Comics pentru următorii 15 ani, fiind unul dintre puținii supereroi DC care au apărut continuu pe parcursul anilor 1950.
În primele sale apariții din Epoca de Aur, Aquaman poate respira sub apă, și poate controla peștii și alte viețuitoare subacvatice timp de o oră. Inițial, el a fost descris ca vorbind cu creaturile marine „în propria lor limbă” mai degrabă decât telepatic, și numai atunci când acestea erau suficient de aproape pentru a-l auzi (pe o rază de 18 metri). Aventurile lui Aquaman au avut loc în întreaga lume, iar baza sa era „o barcă de pescuit naufragiată”, în care și locuia. În aventurile sale din timpul războiului, majoritatea dușmanilor lui Aquaman au fost comandanți de submarine naziste, și diverși răufăcători ai Axei, din perioada în care lucrase cu All-Star Squadron. În restul aventurilor sale din anii 1940 și 1950, el s-a confruntat cu mai mulți infractori de pe mare, inclusiv cu pirați din zilele noastre, precum Black Jack, inamicul său de lungă durată, precum și cu diverse amenințări la adresa vieții acvatice, a căilor de navigație și a marinarilor.

### Epoca de Argint

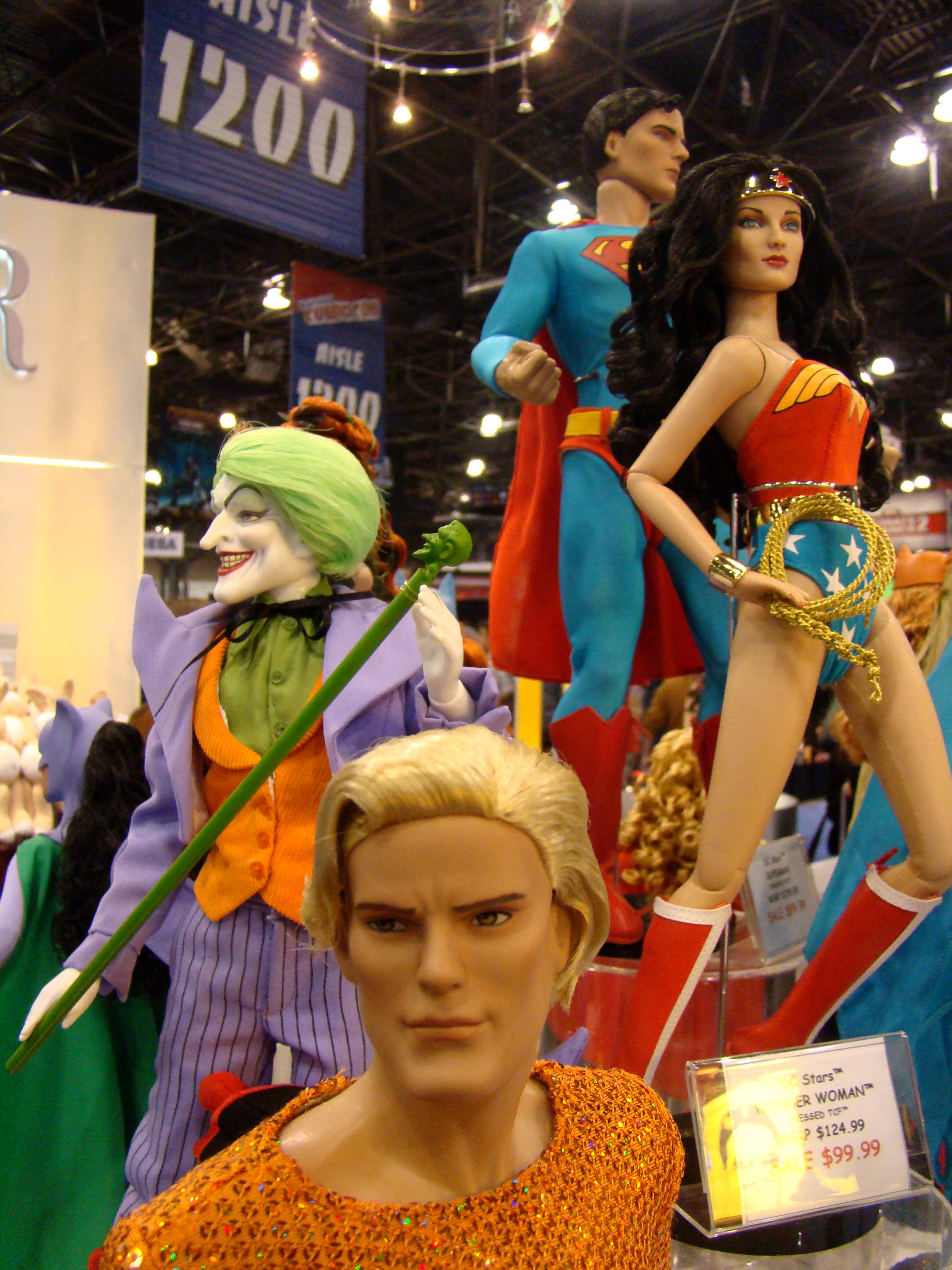
Păpuși cu Joker și Liga Dreptății (Aquaman, Superman și Wonder Woman)

Începând de la sfârșitul anilor 1950, au fost introduse noi elemente în povestea lui Aquaman, fiind adăugate diverse personaje secundare noi, și fiind făcute mai multe ajustări ale personajului, ale originii, puterii și personalității sale. Primul dintre aceste elemente a fost povestea „Aquaman's Undersea Partner” din Adventure Comics #229 (octombrie 1956), în care a fost introdus tovarășul său caracatiță, Topo. Acesta și elementele ulterioare au fost eliminate sau modificate din canonul Aquaman după crearea multiversului DC în anii 1960.
Aquaman din Epoca de Argint și-a făcut prima apariție în Adventure Comics #260 (mai 1959). În această revistă și în benzile desenate ulterioare, s-a dezvăluit că acest Aquaman era Arthur Curry, fiul paznicului farului Tom Curry și al Atlannei, o proscrisă din orașul subacvatic pierdut Atlantis. Datorită moștenirii sale, Aquaman a descoperit în tinerețe că posedă diverse abilități supraomenești, inclusiv puterea de a supraviețui sub apă, de a comunica cu viețuitoarele marine, și de a înota foarte rapid. În cele din urmă, Arthur a decis să își folosească talentele pentru a deveni apărătorul oceanelor Pământului. Mai târziu s-a dezvăluit că în tinerețe Arthur s-a aventurat în lume sub numele de Aquaboy, și, la un moment dat, l-a întâlnit pe Superboy, singurul alt erou cu superputeri activ la acea vreme. Când Arthur a crescut, și-a spus „Aquaman”.
În Aquaman #18 (decembrie 1964), Aquaman s-a căsătorit cu Mera, în prima nuntă de supereroi descrisă într-o carte de benzi desenate. Aquaman a fost inclus în seria de benzi desenate Justice League of America, fiind un membru fondator al echipei de supereroi.
Distribuția secundară și galeria de inamici a lui Aquaman a început să crească în această perioadă, odată cu adăugarea lui Aqualad, un tânăr marginalizat și orfan dintr-o colonie atlanteană, pe care Aquaman l-a luat în primire. Aquaman a descoperit mai târziu orașul fictiv scufundat Noua Veneție, care a devenit temporar baza sa de operațiuni.